# José María Cabral (Politiker)
José María Cabral (* 16. Dezember 1816 in Ingenio Nuevo; † 28. Februar 1899 in Santo Domingo) war ein dominikanischer Politiker und von 1866 bis 1868 Präsident der Dominikanischen Republik.

## Leben
Cabral studierte in England und schlug dann eine militärische Laufbahn ein. Als Oberbefehlshaber an der Südgrenze schlug er im November 1855 in der Schlacht bei Santomé die Armee des Kaisers Faustin I. von Haiti und wurde Offizier in Pedro Santanas Generalstab. 1857 schütze er mit Truppen den Präsidenten Buenaventura Báez vor einem Putschversuch seiner Gegner. 1863 schloss er sich dem Restaurationskrieg zur Wiedererlangung der Eigenstaatlichkeit der Dominikanischen Republik an und besiegte 1864 die spanischen Truppen bei La Canela.
Im Januar 1865 wurde Cabral Mitglied der Junta Superior Gubernativa, im Mai des gleichen Jahres wurde er zum Abgeordneten für San Juan gewählt. Am 4. August folgte seine Proklamation zum Beschützer (Protector) und Präsidenten der Republik. In dieser Funktion verbot er die Verbannung und Todesstrafe aus politischen Gründen. Im November wurde er Mitglied in Pedro Guillermos provisorischer Regierung, im Dezember Staatssekretär für Krieg und Marine.
Im Jahr 1866 wurde Cabral von dem aus Antonio Pimentel, Gregorio Luperón und Federico de Jesús García bestehenden Triunvirato zum Präsidenten ernannt. Nachdem er mit den USA Verhandlungen über einen Verkauf der Bucht von Samaná geführt hatte, wurde er im Januar 1868 abgesetzt. Nach einer Versöhnung mit dem Präsidenten Báez kehrte er zehn Jahre später als Sekretär für Krieg und Marine und Minister für Inneres und Polizei in die Politik zurück.